# بیرون از شیطان
بیرون از شیطان (انگلیسی: Hors Satan) فیلمی در ژانر درام به کارگردانی برونو دومن است که در سال ۲۰۱۱ منتشر شد.